# Kevin Van Hentenryck
Kevin Van Hentenryck (* 28. Mai 1953 in Ferndale, Michigan) ist ein US-amerikanischer Schauspieler. Bekannt wurde Van Hentenryck durch die Rolle des Duane Bradley in Frank Henenlotters Kult-Splatterfilm Basket Case – Der unheimliche Zwilling.

## Leben
Van Hentenryck wurde 1953 im Oakland County im US-Bundesstaat Michigan geboren. Er besuchte die Ferndale High School und begann in der 10. Klasse mit der Schauspielerei. Nach dem Schulabschluss zog er nach New York City, wo er die American Academy of Dramatic Arts besuchte. In New York lernte er den Regisseur Frank Henenlotter kennen, der ihm die Hauptrolle in seinem Splatterfilm Basket Case – Der unheimliche Zwilling anbot. Obwohl der Film in den Kinos zunächst floppte, entwickelte er sich nach der Veröffentlichung auf Video zu einem Kultfilm in der Splatter-Szene und machte Van Hentenryck als Schauspieler bekannt. Er übernahm auch in beiden Basket-Case-Fortsetzungen die Rolle des Duane Bradley, außerdem hatte er einen Cameo-Auftritt in Henenlotters Film Elmer.
Die deutschsprachige Synchronisation Van Hentenrycks in den Basket-Case-Filmen übernahmen Hans-Georg Panczak (Teil 1) und Ronald Nitschke (Teil 2 und 3).
Neben der Schauspielerei ist Van Hentenryck als Bildhauer tätig.

## Filmografie (Auswahl)
- 1982: Basket Case – Der unheimliche Zwilling (Basket Case)
- 1988: Elmer (Brain Damage)
- 1990: Basket Case 2
- 1991: Basket Case 3: Die Brut
- 2004: The Catskill Chainsaw Redemption (Kurzfilm)
- 2006: The Absence of Light
- 2007: Rapturious – Die Hölle wartet...! (Rapturious)
- 2013: Dry Bones